# Ingo Wegener
Ingo Werner Wegener (* 4. Dezember 1950 in Bremen; † 27. November 2008 in Bielefeld) war ein deutscher Informatiker, der auf dem Gebiet der theoretischen Informatik arbeitete. Er hat 1990 mit BottomUp-Heapsort einen modifizierten Sortieralgorithmus vorgestellt, der im Durchschnitt schneller sortiert als der bekannte Quicksort.

## Leben
Ingo Werner Wegener wurde 1950 als Sohn von Gisa Wegener, geborene Lübsin, und des Speditionskaufmanns Werner Wegener geboren. Nachdem Ingo Wegener sein Abitur am 16. Mai 1969 in Bremen erworben hatte, begann er ein Studium der Mathematik und Soziologie an der Universität Bielefeld, das er dort am 15. Januar 1976 als Diplom-Mathematiker mit Auszeichnung abschloss. Der Titel seiner Diplomarbeit lautet Diskrete Suchprobleme. Von 1976 bis 1980 war er in Bielefeld Wissenschaftlicher Assistent.
Wegener wurde am 23. Februar 1978 in Bielefeld bei Wolfgang Jakob Paul und Rudolf Ahlswede mit Auszeichnung zum Dr. rer. nat. promoviert. Der Titel seiner Dissertation lautet Boolesche Funktionen, deren monotone Komplexität fast quadratisch ist. Er habilitierte sich am 5. Februar 1981, ebenfalls in Bielefeld.
Vom 1. Oktober 1980 bis zum 13. August 1987 war er zuerst als Vertreter eines Professors Gastprofessor bis 1982 tätig und dann als C3-Professor für Informatik an der Johann Wolfgang Goethe-Universität in Frankfurt am Main. Zu seinen Forschungsgebieten gehörten insbesondere die Schaltkreistheorie, Effiziente Algorithmen und Optimierung. Seit dem 14. August 1987 forschte und lehrte Wegener an der Technischen Universität Dortmund auf dem Lehrstuhl Informatik 2 im Fachgebiet Effiziente Algorithmen und Komplexitätstheorie.
Im Jahr 1992 wurde er zum Fachgutachter für theoretische Informatik der DFG gewählt. 1996 wurde er im Amt bestätigt und hatte es bis 2000 inne. Von 1996 bis 2000 war er außerdem Vorsitzender des Fachausschusses für Informatik.
Von 1989 bis 1991 war er Sprecher der „Fachgruppe Theoretische Informatik“ der Gesellschaft für Informatik (GI). Anschließend war er bis 1994 Mitglied und stellvertretender Vorsitzender des „Fachausschusses Theoretische Informatik“ und von 1994 bis 1996 Sprecher des „Fachbereichs Theoretische Informatik“ sowie Präsidiumsmitglied der GI.
Wegener war außerdem von 1989 bis 1998 Mitglied der „Bundesjury Mathematik/Informatik“ von Jugend forscht und hatte deren Vorsitz von 1993 bis 1996 und dann erneut seit 2003 inne. Von 1995 bis 2001 war er Vorsitzender des Auswahlausschusses für den Bundeswettbewerb Informatik und von 2002 bis 2005 Mitglied des wissenschaftlichen Direktoriums des „Internationalen Begegnungs- und Forschungszentrums Schloss Dagstuhl“ (IBFI).
Seit 2003 gab er die Lehrbuchreihe „Leitfäden der Informatik“ heraus.
2000 wurde er zum stellvertretenden Sprecher des Sonderforschungsbereichs 531 gewählt, 2004 zu dessen Sprecher. Er wurde für die Wahlperiode von 2004 bis 2007 zum Mitglied des Wissenschaftsrats gewählt. Im Februar 2007 wurde er von Bundespräsident Horst Köhler für weitere drei Jahre in den Wissenschaftsrat berufen.
Ingo Werner war ab 1975 mit Christa Wegener-Mürbe verheiratet. In der Nacht vom 26. zum 27. November 2008 starb er in Bielefeld.
Der wissenschaftliche Nachlass Wegeners befindet sich erschlossen im Universitätsarchiv der Technischen Universität Dortmund.

## Ehrungen
Wegener wurden für seine Verdienste um Lehre und Forschung auf dem Gebiet der theoretischen Informatik verschiedene Ehrungen zuteil.
- 1994 wurde ihm von der Universität Dortmund die „Universitätsmedaille für ausgezeichnete Lehre“ verliehen.
- Seit 2001 war er Mitglied der Nordrhein-Westfälischen Akademie der Wissenschaften und der Künste.
- Seit 2002 war er Mitglied der Deutschen Akademie der Technikwissenschaften (acatech).
- Seit 2004 war er Mitglied der Deutschen Akademie der Naturforscher Leopoldina.
- 2004 wurde er von der Gesellschaft für Informatik als „GI-Fellow“ ausgezeichnet.
- 2006 wurde er von der Gesellschaft für Informatik mit der Konrad-Zuse-Medaille für Verdienste um die Informatik, der höchsten Auszeichnung für Informatik in Deutschland, geehrt.
- 2007 wurde dem Lehrstuhl von Ingo Wegener von der Universität Dortmund die „Universitätsmedaille für ausgezeichnete Lehre“ verliehen.

## Publikationen
- mit Rudolf Ahlswede: Suchprobleme. Teubner Verlag, Stuttgart 1979.
- Effiziente Algorithmen für grundlegende Funktionen, 1989, Teubner, ISBN 3519022761
- Kompendium Theoretische Informatik – Eine Ideensammlung, 1996, B.G. Teubner Verlag, ISBN 3519021455
- Theoretische Informatik – eine algorithmenorientierte Einführung, 3. Auflage, 2005, B.G. Teubner Verlag, ISBN 3835100335
- Komplexitätstheorie – Grenzen der Effizienz von Algorithmen, 2003, Springer Verlag, ISBN 3540001611